# モンペルラン・ソサイエティー
モンペルラン・ソサイエティー（英: Mont Pelerin Society）は、自由主義を政界に広げ、共産主義と計画経済に反対することを目的とした政治団体。1947年、スイスのレマン湖東岸に位置する保養地モンペルラン（ペルラン山）に自由主義経済の重要性を唱導する経済学者たちが集まって創立された。モンペルラン協会とも呼ばれる。1962年、クノッケの集会で一切の公的活動と決議をせず、また一切の宣伝紹介を求めないと宣言した。その意味で一般の学界とは目的が異なる。

## 思想
木内信胤の「世界経済調査会」は、事実上の日本モンペルラン協会として機能した。1970年代にハイエクが来日した際、世界経済調査会の講演で「三大消極価値」(Three Great Negative Values)という思想を発表している。
- What's freedom? It's the absence of coercion. (「自由」とは何か。それは「強制のない状態」である。)
- What's justice? It's the absence of injustice. (「正義」とは何か。それは「不正義が行われない状態」である。)
- What's peace? It's the absence of war. (「平和」とは何か。それは「戦争がない状態」である。)

「自由・正義・平和」という三つの究極価値は、積極的に定義できない。「これが自由だ」と言うと、「自由の強制」になってしまう。「これが正義だ」と言うと、その人だけの正義となり、「これが平和だ」と言うと、いつの間にか、「平和のために戦おう」という逆説(パラドックス)を生んでしまう。

## ノーベル経済学賞を受賞したメンバー
ノーベル経済学賞受賞者
- フリードリヒ・ハイエク（1974年）
- ミルトン・フリードマン（1976年）
- ジョージ・スティグラー（1982年）
- ジェームズ・M・ブキャナン（1987年）
- モーリス・アレ（1988年）
- ロナルド・コース（1991年）
- ゲーリー・ベッカー（1992年）
- バーノン・スミス（2002年）

## 日本人会員
- 木内信胤 - ハイエク直々の誘いでアジア人初の会員となり、副会長も務めた[2]。
- 田中清玄
- 西山千明 - モンペルラン・ソサエティー議長も経験。
- 馬場晋一-客員会員 Mises Institute visiting scholarを経験